# ردود أفعال المتبرعين للجامعات أثناء الحرب بين إسرائيل وحماس
ردود أفعال المتبرعين للجامعات أثناء الحرب بين إسرائيل وحماس بعد عملية طوفان الأقصى، أوقف المانحون للكليات والجامعات في الولايات المتحدة تبرعاتهم أو قطعوا العلاقات مع المدارس بسبب ردود أفعالها تجاه الهجمات ومعاداة السامية المزعومة الناتجة عنها في الحرم الجامعي. وقد أطلق على رد الفعل هذا اسم رد فعل المانحين، وثورة المانحين، وأزمة المانحين، وانتفاضة المانحين.

## خلفية الحدث
في الكليات والجامعات في الولايات المتحدة، يقدم المانحون من القطاع الخاص تبرعات لأغراض محددة، وغالبًا ما يكونون أعضاء في مجالس أمناء الجامعات، ويمكنهم سد فجوات التمويل. وفقًا لمدرسة ليلي فاميلي للأعمال الخيرية بجامعة إنديانا، تأتي المؤسسات التعليمية في المرتبة الثانية بعد المؤسسات الدينية باعتبارها أكبر متلقي للتبرعات في الولايات المتحدة. على سبيل المثال، في جامعة هارفارد، تعد الأعمال الخيرية هي المساهم الأكبر في الإيرادات، حيث تمثل 45% من دخل الجامعة.

## الاحتجاجات

#### جامعة هارفارد
في جامعة هارفارد، أصدر تحالف من الجماعات الطلابية بيانا مناهضا لإسرائيل يلقي باللوم فيها على إسرائيل في الهجمات التي وقعت في الثامن من أكتوبر/تشرين الأول. وبعد ثلاثة أيام، تناولت جامعة هارفارد المسألة بشكل مباشر، من خلال بيان صادر عن رئيستها آنذاك كلودين جاي، والذي أثار انتقادات من الطلاب اليهود والإسرائيليين لعدم الاعتراف بهجمات السابع من أكتوبر. في 13 أكتوبر/تشرين الأول، استقال رجل الأعمال إيدان عوفر من المجلس التنفيذي لكلية كينيدي في جامعة هارفارد، مستشهداً بـ "الافتقار إلى أدلة واضحة على دعم قيادة الجامعة لشعب إسرائيل في أعقاب الأحداث التي وقعت في الأسبوع الماضي، إلى جانب عدم رغبتهم الواضح في الاعتراف بحماس على حقيقتها، منظمة إرهابية".
في 16 أكتوبر، قطعت مؤسسة ويكسنر علاقاتها مع هارفارد، مشيرة إلى "الفشل الذريع لقيادة هارفارد في اتخاذ موقف واضح لا لبس فيه ضد جرائم القتل الوحشية التي ارتكبها الإرهابيون ضد المدنيين الإسرائيليين الأبرياء". في ديسمبر 2023، أوقف لين بلافاتنيك التبرعات لجامعة هارفارد بعد شهادة مثيرة للجدل أدلى بها الرئيس جاي في جلسة استماع الكونجرس الأمريكي لعام 2023 بشأن معاداة السامية في هارفارد بعد هجمات 7 أكتوبر. وقد تبرع بلافاتنيك بما لا يقل عن 270 مليون دولار للجامعة.

#### جامعة بنسلفانيا
في سبتمبر 2023، استضافت جامعة بنسلفانيا مهرجان فلسطين للكتابة الأدبي، مما دفع أكثر من 4000 شخص، بمن فيهم مانحون بارزون، إلى توقيع رسالة مفتوحة إلى رئيسة الجامعة ليز ماجيل، قائلين إن "ترويج معاداة السامية الصريحة دون إدانة من الجامعة أمر غير مقبول". في الأيام التي أعقبت هجمات 7 أكتوبر 2023، وصف مانحون مثل مارك روان، الرئيس التنفيذي لشركة أبولو جلوبال مانجمنت، استجابة الجامعة بأنها غير كافية، وطالبوا ماجيل وبوك بالاستقالة، ودعوا خريجين آخرين إلى "إغلاق دفاتر شيكاتهم" حتى استقالاتهم. في عام 2018، تبرع روان بمبلغ 50 مليون دولار لكلية وارتون، وهو ما يعتبر أكبر تبرع تتلقاه الجامعة على الإطلاق، كما ترأس مجلس مستشاري وارتون. أصبح روان صوتًا مؤثرًا رئيسيًا يشجع المانحين الأثرياء على حجب التبرعات للكليات.
بعد استماعه لانتقادات روان لجامعة بنسلفانيا، طلب المستثمر ستيف آيزمان من الجامعة إزالة اسم عائلته من منحة دراسية، قائلاً للمسؤولين: "إنه لا يريد أن يرتبط اسم عائلتي بجامعة بنسلفانيا أبدًا". كما شعر آيزمان بالإحباط من رد جامعة بنسلفانيا على كتاب "فلسطين تكتب".
في 15 أكتوبر/تشرين الأول، أعلن جون هانتسمان الابن أن مؤسسته العائلية ستتوقف عن التبرع لجامعة بنسلفانيا، وكتب إلى ماجيل قائلاً: "لقد غذّت النسبية الأخلاقية سباق الجامعة نحو القاع، وللأسف وصلت الآن إلى نقطة لم يعد فيها الحياد خيارًا". كان هانتسمان عضوًا سابقًا في مجلس أمناء جامعة بنسلفانيا. تبرع جون هانتسمان الأب بما لا يقل عن 50 مليون دولار لمدرسة وارتون اعتبارًا من عام 2014. وفي 15 أكتوبر أيضًا، أعلن المستثمر وعالم الكمبيوتر ديفيد ماجيرمان أنه سيسحب منحه للمدرسة بسبب تعامل الجامعة مع الموقف.
بعد ظهور ماجيل المثير للجدل خلال جلسة استماع في الكونجرس الأمريكي بشأن معاداة السامية في ديسمبر 2023، حيث تجنبت الأسئلة حول كيفية معاقبة الطلاب الذين يدعون إلى إبادة اليهود، ألغى الرئيس التنفيذي لصندوق التحوط روس ستيفنز تبرعًا مخططًا بقيمة 100 مليون دولار للجامعة.

#### جامعة كولومبيا
في 27 أكتوبر، قال مدير صندوق التحوط ليون كوبرمان إنه لن يتبرع بعد الآن لجامعة كولومبيا بعد التبرع بأكثر من 50 مليون دولار في السنوات السابقة، وسط تصاعد معاداة السامية في المدرسة. في أبريل 2024، أعلن روبرت كرافت أنه "غير مرتاح" لدعم جامعة كولومبيا حتى يتم اتخاذ الإجراءات اللازمة لإنهاء المعسكرات في الحرم الجامعي. وقد تبرع كرافت بما لا يقل عن 8.5 مليون دولار للجامعة منذ عام 2000. في الشهر نفسه، أعلنت مؤسسة راسل بيري تعليق تبرعاتها لجامعة كولومبيا بسبب عدم استجابة الجامعة "لتهيئة بيئة متسامحة وآمنة للأعضاء اليهود في مجتمع كولومبيا". وكانت المؤسسة قد تبرعت للجامعة بأكثر من 85 مليون دولار.
في يناير/كانون الثاني 2025، قام آفي كانر، مالك شركة مورتون ويليامز، بإعادة توجيه تبرعاته من صندوق التبرعات التقديري لرئيس جامعة كولومبيا إلى معهد الدراسات الإسرائيلية واليهودية التابع للجامعة. كان كانير يقدم هدايا سنوية لكولومبيا لمدة 30 عامًا.

## ردود الفعل
أشاد زعيم الأغلبية في مجلس الشيوخ الأمريكي ميتش ماكونيل بجامعة روان في قاعة مجلس الشيوخ، مشيرًا إلى أن دعوة روان لمقاطعة الجامعة انتشرت كالنار في الهشيم، مما أدى إلى أزمة من شأنها، وفقًا لأحد التقارير، أن تؤدي إلى ثقب بقيمة مليار دولار في كتب الجامعة.

#### التأثير المالي
بحسب ما ذكره لي جاردنر من مجلة كرونيكل أوف هاير إديوكيشن في أكتوبر/تشرين الأول 2023، فإن التأثير المالي على مدارس مثل هارفارد وجامعة بنسلفانيا من المرجح أن يكون محسوساً على المدى الطويل، من خلال الهدايا والتبرعات التي ستؤتي ثمارها على مدى سنوات. ستتأثر المدارس الخاصة الأصغر حجماً والمدارس الرائدة الحكومية إذا انتشرت ردة الفعل السلبية من جانب المانحين من جامعة آيفي ليج. قالت سارة هاربرسون، العميدة المساعدة السابقة للقبول في جامعة بنسلفانيا، إن قطع كبار المانحين للعلاقات قد يقنع المانحين الأصغر حجماً بإنهاء مساهماتهم، مما يضر بالعلاقات مع الخريجين، ويضع ضغوطاً على رئيس الجامعة أو مجلس أمنائها.
في نوفمبر 2023، أعرب مسؤولو الهدايا في جامعة هارفارد عن مخاوفهم في صحيفة هارفارد كريمسون من أن المتبرعين القدامى سيتوقفون عن التبرع نتيجة للجدل الدائر حول رد فعل الجامعة على الحرب بين إسرائيل وحماس والمخاوف بشأن معاداة السامية في الحرم الجامعي. انخفضت الهدايا المقدمة لجامعة هارفارد بنسبة 15% خلال السنة المالية 2024، وهو أكبر انخفاض في التبرعات في 8 سنوات. جمع يوم الهدايا لجامعة كولومبيا في 2 أكتوبر 2024، وهو الأول منذ هجمات 7 أكتوبر، 29% أقل من الهدايا مقارنة بعام 2022 وكان أول عام تنخفض فيه التبرعات النقدية الإجمالية منذ يوم الهدايا الأول في عام 2012.
جمع صندوق بن في جامعة بنسلفانيا أموالاً أقل من عدد أقل من المتبرعين في عام 2024 مقارنة بأي عام منذ عام 2020، مع انخفاض التبرعات بنسبة 21% مقارنة بالعام السابق.

#### إعادة التخصيص
قام العديد من المانحين بإعادة توجيه تبرعاتهم إلى الجامعات الإسرائيلية أو القضايا اليهودية. بعد شهرين من قطع العلاقات المالية مع جامعة كولومبيا، وجّه روبرت كرافت تبرعًا بقيمة مليون دولار إلى جامعة يشيفا في يونيو 2024 لتمويل برنامج للطلاب الذين يسعون إلى الانتقال إلى الجامعة اليهودية. وفي ذلك الشهر، تبرع خريج مجهول من جامعة كولومبيا بمبلغ 260 مليون دولار لجامعة بار إيلان في إسرائيل. قام ديفيد ماجيرمان بإعادة توجيه 5 ملايين دولار كانت مخصصة لجامعة بنسلفانيا إلى خمس جامعات إسرائيلية في أكتوبر، بما في ذلك كلية القدس للتكنولوجيا، وجامعة تل أبيب، ومعهد التخنيون، وجامعة بار إيلان، لإنشاء مسارات للحصول على درجة علمية باللغة الإنجليزية.

## التبرعات الأجنبية
حظيت التبرعات من الكيانات والأفراد الأجانب باهتمام متزايد بعد هجمات السابع من أكتوبر/تشرين الأول، بسبب المخاوف من أن هذه الأموال كانت تغذي معاداة السامية والمشاعر المعادية لإسرائيل في الحرم الجامعي. في عام 2025، أقر مجلس النواب الأمريكي قانون الردع، الذي يلزم الجامعات بالإبلاغ عن التبرعات الأجنبية التي تزيد عن 50 ألف دولار، انخفاضًا من 250 ألف دولار بموجب القانون الحالي، والكشف عن أي تبرعات من ما يسمى بالدول المثيرة للقلق، بما في ذلك إيران والمملكة العربية السعودية.